# Ran (mitologia)
Na mitologia nórdica, Ran é uma deusa que governa o mar e é a esposa de Aegir e mãe de nove filhas.  Temida pelos marinheiros por ser uma deusa maligna que os arrastava para o fundo do mar se tivesse a oportunidade. Deusa do Submundo e dos Elfos Escuros, Senhora dos Mortos.
Ran costuma afogar os marinheiros que não aceitam ser maridos de suas filhas ou dela mesma. As pessoas que morrem afogadas não vão parar a Valhala, por isso Ran tem responsabilidade por alguns mortos.